# Liste der Fische in The Zoology of the Voyage of H.M.S. Beagle
Der vierte Teil des unter der Aufsicht von Charles Darwin herausgegebenen Werkes The Zoology of the Voyage of H.M.S. Beagle trägt den Titel Fish und beschreibt die von Darwin während seiner Reise mit der Beagle gesammelten Fische. Die Bearbeitung erfolgte durch Leonard Jenyns. Die Zeichnungen stammten von Benjamin Waterhouse Hawkins.

## Liste der aufgeführten Arten
Hinweis: Die Spalte „Art heute“ ist nur bei einem abweichenden Artnamen gefüllt.
| Seite | Tafel   | Art                          | Art heute                     | Anmerkung           |
| ----- | ------- | ---------------------------- | ----------------------------- | ------------------- |
| 1     | I.      | Perca laevis                 | Percichthys laevis            |                     |
| 3     | II.     | Serranus albo-maculatus      | Paralabrax albomaculatus      |                     |
| 5     |         | Serranus goreensis           | Epinephelus goreensis         |                     |
| 6     |         | Serranus aspersus            | Epinephelus marginatus        |                     |
| 8     | III.    | Serranus labriformis         | Epinephelus labriformis       |                     |
| 9     | IV.     | Serranus olfax               | Mycteroperca olfax            |                     |
| 11    |         | Plectropoma patachonica      | Acanthistius patachonicus     |                     |
| 12    |         | Diacope marginata            | Lutjanus fulvus               |                     |
| 14    |         | Arripis georgianus           |                               |                     |
| 15    |         | Aplodactylus punctatus       |                               |                     |
| 16    |         | Dules auriga                 | Serranus auriga               |                     |
| 17    |         | Dules leuciscus              | Kuhlia malo                   |                     |
| 18    |         | Helotes octolineatus         | Pelates octolineatus          |                     |
| 20    | V.      | Pinguipes fasciatus          | Pinguipes brasilianus         |                     |
| 22    |         | Pinguipes chilensis          |                               |                     |
| 23    |         | Percophis brasilianus        | Percophis brasiliensis        |                     |
| 24    |         | Upeneus flavolineatus        | Mulloidichthys flavolineatus  |                     |
| 25    |         | Upeneus trifasciatus         | Parupeneus trifasciatus       |                     |
| 26    |         | Upeneus prayensis            | Pseudupeneus prayensis        |                     |
| 27    |         | Trigla kumu                  | Chelidonichthys kumu          |                     |
| 28    |         | Prionotus punctatus          |                               |                     |
| 29    | VI.     | Prionotus miles              |                               |                     |
| 30    | VII.1   | Aspidophorus chiloensis      | Agonopsis chiloensis          |                     |
| 33    |         | Platycephalus inops          | Leviprora inops               |                     |
| 35    | VIII.   | Scorpaena histrio            |                               |                     |
| 37    |         | Sebastes oculata             | Sebastes oculatus             |                     |
| 38    | VII.2   | Agriopus hispidus            | Congiopodus peruvianus        |                     |
| 41    |         | Otolithus guatucupa          | Cynoscion guatucupa           |                     |
| 42    |         | Corvina adusta               | Ophioscion adustus            |                     |
| 44    |         | Umbrina arenata              | Menticirrhus americanus       |                     |
| 45    |         | Umbrina ophicephala          | Menticirrhus ophicephalus     |                     |
| 47    | IX.1    | Prionodes fasciatus          | Serranus fasciatus            |                     |
| 49    | X.      | Pristipoma cantharinum       | Orthopristis cantharinus      |                     |
| 51    |         | Latilus jugularis            | Prolatilus jugularis          |                     |
| 52    | XI.     | Latilus princeps             | Caulolatilus princeps         |                     |
| 54    |         | Heliases crusma              | Chromis crusma                |                     |
| 56    | XII.    | Chrysophrys taurina          | Calamus taurinus              |                     |
| 58    |         | Gerres gula                  | Eucinostomus gula             |                     |
| 59    |         | Gerres oyena                 |                               |                     |
| 61    |         | Chaetodon setifer            | Chaetodon auriga              |                     |
| 63    | IX.2    | Stegastes imbricatus         |                               |                     |
| 66    | XIII.   | Paropsis signata             | Parona signata                |                     |
| 68    | XIV.    | Caranx declivis              | Trachurus declivis            |                     |
| 69    | XV.     | Caranx torvus                | Selar crumenophthalmus        |                     |
| 71    |         | Caranx georgianus            | Pseudocaranx dentex           |                     |
| 72    |         | Seriola bipinnulata          | Elagatis bipinnulata          |                     |
| 73    |         | Psenes leucurus              | Psenes cyanophrys             |                     |
| 74    |         | Stromateus maculatus         | Stromateus stellatus          |                     |
| 75    |         | Acanthurus triostegus        |                               |                     |
| 76    |         | Acanthurus humeralis         | Acanthurus olivaceus          |                     |
| 77    |         | Atherina argentinensis       | Odontesthes argentinensis     |                     |
| 78    | XVI.1   | Atherina microlepidota       | Basilichthys microlepidotus   |                     |
| 79    | XVI.2   | Atherina incisa              | Odontesthes incisa            |                     |
| 80    |         | Mugil liza                   |                               |                     |
| 81    |         | Mugil --                     |                               |                     |
| 82    |         | Dajaus diemensis             | Aldrichetta forsteri          |                     |
| 83    |         | Blennius palmicornis         | Parablennius sanguinolentus   |                     |
| 84    | XVII.1  | Blennechis fasciatus         | Hypsoblennius sordidus        |                     |
| 85    | XVII.2  | Blennechis ornatus           | Hypsoblennius sordidus        |                     |
| 86    |         | Salarias atlanticus          | Ophioblennius atlanticus      |                     |
| 87    |         | Salarias quadricornis        | Istiblennius edentulus        |                     |
| 88    | XVII.3  | Salarias vomerinus           | Entomacrodus vomerinus        |                     |
| 90    | XVIII.1 | Clinus crinitus              | Auchenionchus crinitus        |                     |
| 92    | XVIII.2 | Acanthoclinus fuscus         |                               |                     |
| 94    | XIX.1   | Tripterygion capito          | Grahamina capito              |                     |
| 95    | XIX.2   | Gobius lineatus              | Bathygobius lineatus          |                     |
| 97    | XIX.3   | Gobius ophicephalus          | Ophiogobius ophicephalus      |                     |
| 98    |         | Eleotris gobioides           | Gobiomorphus gobioides        |                     |
| 99    |         | Batrachus porosissimus       | Porichthys porosissimus       |                     |
| 100   | XX.     | Cossyphus darwini            | Semicossyphus darwini         |                     |
| 102   |         | Cheilio ramosus              | Cheilio inermis               |                     |
| 104   |         | Chromis facetus              | Australoheros facetus         |                     |
| 105   | XXI.    | Scarus chlorodon             | Scarus prasiognathos          |                     |
| 106   |         | Scarus globiceps             |                               |                     |
| 108   |         | Scarus lepidus               | Scarus globiceps              |                     |
| 109   |         | Scarus --                    |                               |                     |
| 110   |         | Pimelodus gracilis           |                               |                     |
| 111   |         | Pimelodus exsudans           |                               |                     |
| 113   |         | Callichthys paleatus         | Corydoras paleatus            |                     |
| 114   |         | Poecilia unimaculata         | Poecilia vivipara             |                     |
| 115   | XXII.1  | Poecilia decem-maculata      | Cnesterodon decemmaculatus    |                     |
| 116   | XXII.2  | Lebias lineata               | Jenynsia lineata              |                     |
| 117   | XXII.3  | Lebias multidentata          | Jenynsia multidentata         |                     |
| 119   | XXII.4  | Mesites maculatus            | Galaxias maculatus            |                     |
| 121   |         | Mesites alpinus              | Galaxias maculatus            |                     |
| 121   | XXII.5  | Mesites attenuatus           | Galaxias maculatus            |                     |
| 122   |         | Exocoetus exsiliens          | Cheilopogon exsiliens         |                     |
| 123   | XXIII.1 | Tetragonopterus abramis      | Astyanax abramis              |                     |
| 125   | XXIII.2 | Tetragonopterus rutilus      | Astyanax fasciatus            |                     |
| 125   | XXIII.3 | Tetragonopterus scabripinnis | Astyanax scabripinnis         |                     |
| 126   |         | Tetragonopterus taeniatus    | Astyanax taeniatus            |                     |
| 127   | XXIII.4 | Tetragonopterus interruptus  | Cheirodon interruptus         |                     |
| 128   |         | Hydrocyon hepsetus           | Oligosarcus hepsetus          |                     |
| 131   | XXIV.1  | Aplochiton zebra             |                               |                     |
| 132   | XXIV.2  | Aplochiton taeniatus         |                               |                     |
| 133   |         | Clupea fuegensis             | Sprattus fuegensis            |                     |
| 134   |         | Clupea arcuata               | Ramnogaster arcuata           |                     |
| 134   |         | Clupea sagax                 | Sardinops sagax               |                     |
| 135   | XXV.    | Alosa pectinata              | Brevoortia pectinata          |                     |
| 136   |         | Engraulis ringens            |                               |                     |
| 137   |         | Platessa orbignyana          | Paralichthys orbignyanus      |                     |
| 138   |         | Platessa --                  |                               |                     |
| 138   | XXVI.   | Hippoglossus kingii          | Paralichthys adspersus        |                     |
| 139   |         | Rhombus --                   |                               |                     |
| 139   |         | Achirus lineatus             |                               |                     |
| 140   |         | Plagusia --                  |                               |                     |
| 140   | XXVII.1 | Gobiesox marmoratus          | Gobiesox marmoratus           |                     |
| 141   | XXVII.2 | Gobiesox poecilophthalmos    | Arcos poecilophthalmos        |                     |
| 142   |         | Echeneis remora              | Remora remora                 |                     |
| 142   |         | Anguilla australis           | Anguilla australis australis  |                     |
| 143   |         | Conger punctus               | Maynea puncta                 |                     |
| 143   |         | Muraena lentiginosa          | Muraena lentiginosa           |                     |
| 145   |         | Muraena ocellata             | Gymnothorax ocellatus         |                     |
| 145   |         | Muraena --                   |                               |                     |
| 146   |         | Muraena --                   |                               |                     |
| 147   | XXVII.3 | Syngnathus acicularis        | Leptonotus blainvilleanus     |                     |
| 147   | XXVII.4 | Syngnathus conspicillatus    | Corythoichthys flavofasciatus |                     |
| 148   | XXVII.5 | Syngnathus crinitus          | Micrognathus crinitus         |                     |
| 150   |         | Diodon nycthemerus           |                               |                     |
| 150   |         | Diodon rivulatus             | Chilomycterus schoepfii       |                     |
| 151   |         | Diodon antennatus            | Chilomycterus antennatus      |                     |
| 152   |         | Tetrodon aerostaticus        | Arothron stellatus            |                     |
| 152   |         | Tetrodon implutus            |                               |                     |
| 153   |         | Tetrodon annulatus           | Sphoeroides annulatus         |                     |
| 154   | XXVIII. | Tetrodon angusticeps         | Sphoeroides angusticeps       |                     |
| 155   |         | Balistes vetula              |                               |                     |
| 155   |         | Balistes aculeatus           | Rhinecanthus aculeatus        |                     |
| 156   |         | Aluterus maculosus           |                               |                     |
| 157   |         | Aluterus velutinus           |                               |                     |
| 158   |         | Aluterus velutinus           |                               |                     |
| 159   |         | Myxine australis             |                               |                     |
| 160   | XXIX.1  | Aphritis undulatus           | Pseudaphritis undulatus       | Beginn des Anhanges |
| 162   |         | Aphritis porosus             | Pseudaphritis porosus         |                     |
| 163   |         | Apistus --                   |                               |                     |
| 164   |         | Otolithus analis             | Cynoscion analis              |                     |
| 164   |         | Prionodes fasciatus          |                               | s. S. 47            |
| 165   |         | Stegastes imbricatus         |                               | s. S. 63            |
| 166   | XXIX.2  | Iluocoetes fimbriatus        |                               |                     |
| 168   | XXIX.3  | Phucocoetes latitans         |                               |                     |

## Nachweise
- Daniel Pauly: Darwin’s Fishes: An Encyclopedia of Ichthyology, Ecology, and Evolution. Cambridge University Press, 2004, ISBN 0-521-82777-9.